# Otto Werner Förster
Otto Werner Förster (* 2. Mai 1950 in Meißen; † 4. Februar 2023) war ein deutscher Germanist, Schriftsteller und Verleger.

## Leben
In Meißen geboren, siedelte Otto Werner Förster 1957 mit seinen Eltern in die Bundesrepublik über, wobei die Familie schon 1960 wieder in die DDR zurückkehrte. Nach der Schule folgte eine Berufsausbildung mit Abitur als Gärtner, eine Tätigkeit als Transportarbeiter in einer Leipziger Gießerei und der Grundwehrdienst bei der NVA.
Sein Germanistikstudium an der Karl-Marx-Universität in Leipzig schloss er mit dem Diplom (zu Ulrich von Hutten) ab. 1980 promovierte Förster zum Dr. phil. mit einer Dissertation über Science-Fiction-Literatur in der DDR und arbeitete bis 1985 als wissenschaftlicher Assistent. Im Jahr 1985 kündigte er an der Karl-Marx-Universität und wechselte in eine freiberufliche Tätigkeit als Schriftsteller und Publizist, darunter auch eine Honorartätigkeit als Literaturredakteur der Leipziger Volkszeitung (1987 bis 1988).
Im Januar 1990 gründeten die Schriftsteller Ingo Schulze, Eckhart Reinhold und Otto Werner Förster das Altenburger Wochenblatt. Förster war bis 1991 sein Chefredakteur sowie bis 1997 Mitinhaber der Werbeagentur word (u. a. Köstritzer Bierzeitung, Funkspots, Slogan: Das Schwarze mit der blonden Seele). Im Jahr 1998 gründete Otto Werner Förster den Taurus-Verlag Leipzig. Förster war seit 1999 Mitglied der Johann-Gottfried-Seume-Gesellschaft zu Leipzig e. V. und später des Leipziger Geschichtsvereins.

## Bücher
- Die kleinen grünen Männer, Das neue Abenteuer 501, Verlag Neues Leben, Berlin 1988
- Fritz Schiller, eine biographische Erzählung, Illustrationen von Annette Fritzsch, Postreiter-Verlag Halle 1988
- Volkers Schlacht-Mahl oder wie den Germanen das Christkind geboren wurde ... ist in dieser Sammlung volkskundlicher Forschungsberichte kenntnisreich erläutert sowie sensibel und anschaulich bebildert von Knut, Satire, Illustrationen von Knut-Uwe Weise, Taurus-Verlag Leipzig 1997
- "… als rauchte hinter mir die Welt in Flammen auf" - "Don Carlos" und Schiller, Essay, Taurus-Verlag Leipzig 1997
- Fritz Schiller - eine Erzählung um Friedrich Schiller in Mannheim, Leipzig, Dresden, Taurus-Verlag Leipzig 1997
- Johann Gottfried Seume - "Ich bin niemals Dichter gewesen", Essay, Taurus-Verlag Leipzig 1999
- Georg Joachim Göschen - "Ein Kaufmann, der mit den edelsten Waaren handelt ...", Essay, Taurus-Verlag Leipzig 1999
- Freimaurer in Leipzig: Personen, Geschichte, Fakten, Essay, Taurus-Verlag Leipzig 1999
- Carl Ernst Mey und die Deutsche Celluloid-Fabrik Actiengesellschaft: ein Weltmann in Plagwitz und Schleußig, Essay, hrsg. von Hans-Joachim Wolf, Taurus-Verlag Leipzig 1999
- Veit Hanns Schnorr von Carolsfeld, Meine Lebensgeschichte, zugleich als ein Sonst und Jetzt in einem Zeitraum von 55 Jahren, hrsg. von Otto Werner Förster, Taurus-Verlag Leipzig 2000[4]
- Max Gerd Schönfelder: Meine Jahre mit der Semperoper: Geheimnisse um Elektra; Anekdoten und Geschichten, hrsg. von Elke Therese Schönfelder und Otto Werner Förster, Taurus-Verlag Leipzig 2002
- Matrikel der Freimaurerloge "Minerva zu den Drei Palmen": 1741 - 1932, hrsg. von Otto Werner Förster, Taurus-Verlag Leipzig 2004
- Leipziger Kulturköpfe aus 800 Jahren. Teil 1: Leipziger Innenstadt bis ca. 1850, Stadtführer, Taurus-Verlag Leipzig 2004
- Carl Augustin Grenser: Geschichte der Musik in Leipzig: 1750 - 1838; hauptsächlich aber des großen Conzert- u. Theater-Orchesters, hrsg. und transkribiert von Otto Werner Förster, Taurus-Verlag Leipzig 2005[5]
- Leipziger Kulturköpfe aus 800 Jahren. Teil 2: Die Vorstädte, Stadtführer, Taurus-Verlag Leipzig 2005
- Vorsicht Wagner! Humorvolles aus dem Leben eines Komponisten, hrsg. und mit einem Vorwort von O. W. Förster, Illustrationen von Anja Stiehler, Faber und Faber Leipzig 2006
- Julius Schnorr von Carolsfeld: Briefe eines Malers an die Seinen über eine neuntägige Wanderung von München nach dem bayrischen Hochland und nach dem nördlichen Tyrol im Jahre 1849, Hrsg. von Otto Werner Förster und Volker Külow, Taurus-Verlag Leipzig 2006
- Leipziger Köpfe: hundert Berühmtheiten auf der Spur, hrsg. von Bernd Radestock, Leipziger Medien Service 2008
- Leipzig und die Freimaurer. Eine Kulturgeschichte, gemeins. mit Günter Martin Hempel, Stark veränd. und erw. Fassung, Taurus-Verlag Leipzig 2008
- Die Freimaurerloge Apollo i.O. Leipzig, Hrsg. von Peter König, Taurus-Verlag Leipzig 2009
- Tod eines "Geistersehers": Johann Georg Schrepfer; eine vertuschte Staatsaffäre. 1774, hrsg. von Lutz Geyer, Taurus-Verlag Leipzig 2011
- mit Thomas Müller: Leipzig und die Völkerschlacht: 1813 – 1913 – 2013. 200. Jahrestag der Völkerschlacht. Leipziger Medien Service 2012
- … dass ich in Leipzig glücklich seyn werde. Unterhaltsame literarische Spaziergänge durch das alte Leipzig, Verlag J.G. Seume 2012, ISBN 978-3-9814045-2-4.[6]
- Johann Gottfried Seume – Sein Leben, erzählt von einem Freund, Verlag J.G. Seume, Leipzig 2018, ISBN 978-3-9818850-0-2.[7]

## Hörbuch
- Der Prinzenraub zu Altenburg, nach einer Textvorlage von Otto Werner Förster, mit Maja Chrenko, Arno Köster, Axel Thielmann, Hoerwerk Leipzig 2008, ISBN 978-3-86189-913-6

## Hörfunk-Dokumentationen
- Die Saale, die Mulde, die Elbe ... Eine Reise durch die 1000jährige Geschichte der Wettiner. Co-Autor: Gerhard Pötzsch. Regie: Beatrix Zeiske, Rundfunk der DDR 1990[8]
- Eins mit der Welt. Bemerkungen zu Jules Verne, MDR 1995
- ... Und wenn es die Freimäurer wären, MDR 1996
- Wie den Germanen das Christkind geboren wurde... - Weihnachtliche Nonsens-Serie, Radio PSR, 1996
- Unser Recht auf Bewohner anderer Welten. Kurd-Laßwitz-Porträt, MDR 1996
- Biedermann als Brandstifter: Hans Dominik, MDR 1997
- Ich bin niemals Dichter gewesen: Johann Gottfried Seume., MDR 1998
- ...als rauchte hinter mir die Welt in Flammen auf. 'Don Carlos' und Schiller., MDR 1996
- Konrad von Wettin. Ein Zeitbild, MDR 1998
- Vom Parlament zur Barrikade - Robert Blum., MDR 1998
- Albert Lortzing, Musikfeature, MDR 2001
- Veit Hanns Schnorr von Carolsfeld. Meine Lebensgeschichte, Lesung in 5 Folgen, MDR 2001
- Ein Kaufmann, der mit den edelsten Waaren handelt". Georg Joachim Göschen., MDR 1998
- Ein Diplomat auf dem Schlachtfeld: Moritz von Sachsen., MDR 2003
- Vater Gleim. Zum 200. Todestag von Johann Wilhelm Ludwig Gleim, MDR 2003
- Ein gutes Herz, mit vielem Leichtsinn. Wilhelmine Gräfin Lichtenau., MDR 2003
- Leibesübungen Leipziger Dichter. Ein Beitrag zur Olympia-Bewerbung..., MDR 2003
- Wirke, das ist das große Gesetz! Ein Porträt Friedrich Gottlieb Klopstocks, MDR 2004
- Etwas Bedeutendes und Ernsthaftes ins Publikum zu bringen... - Schillers Balladen-Jahr 1797, MDR 2004
- Fürsten, Stifter, Bilderstürmer. Die 'Fürstenschule' Grimma. Merkwürdige Geschichte ihrer Stifterfiguren., MDR 2004
- Ernst Abbe. Eine deutsche Geschichte., MDR 2005
- Kurfürst, Ritter, Zeitenwende. Der Prinzenraub zu Altenburg, MDR 2005
- Ich habe Ekel vor aller Mittelmäßigkeit in der Kunst: Christian Gottfried Körner, MDR 2006
- ... Nun macht Bonaparte die Verhältnisse. Der Anfang vom Ende des alten Europa., MDR 2006
- Kerle, wollt ihr ewig leben...? Der Siebenjährige Krieg 1756 - 1763., MDR 2006
- Als der Kurfürst König wurde. Bemerkungen zum 200. Jubiläum der Königsproklamation in Sachsen 1806., MDR 2006
- Paul Gerhardt, Grimma, Klosterstraße 1, MDR 2007
- Bücher, Bildung, Fürstenängste: Anton Philipp Reclam, MDR 2007
- Ein großer Fürst im kleinen Land: Carl August von Sachsen-Weimar MDR 2007
- Der tüchtigste Porträtbildhauer Deutschlands: Carl Seffner, MDR 2007
- Das ist eine Mann! Herr Goethe, ich bin erfreut, Sie zu sehen - Napoleon in Erfurt, MDR 2008
- Reußen, Fasch und Leineweber: Greiz - Ein Städteporträt, MDR 2009
- Patty Frank: Ein Leben mit Karl May - Der Mitbegründer des Karl-May-Museums Ernst Tobis, MDR 2009
- Magister Überall stört die Großen von Weimar: Der Archäologe, Pädagoge und Schriftsteller Karl August Böttiger, MDR 2010
- Eine Legende bröselt: Goethe und die Frau von Stein, MDR 2010
- Wie wünschen, daß unsere Untertanen glücklich sein mögen: Herzog Georg I. von Sachsen-Meiningen, MDR 2011
- In des Waldes finstern Gründen... Vulpius' Rinaldo Rinaldini - das Weimar Porträt, MDR 2012
- Dass ich meinen Geist höher anschlage, als bisher geschehen, MDR 2012
- Machtspiele im frühen Sachsen: Friedrich der Sanftmütige, MDR 2012
- Menschen, Ihr müsst erst besser werden: Otto Ludwig, MDR 2013
- Ich stand in dem Rufe, ein gefährlicher Mensch zu sein - August Bebel in Leipzig, MDR 2013
- Steinbaukastenträume - Die Gebrüder Lilienthal, Fröbel und ein Rudolstädter Original, MDR 2013
- Sachsen baut Deutschlands erste Fernbahnstrecke - Der Grundstein des europäischen Eisenbahnnetzes, MDR 2014
- Die Veste Heldburg - Das deutsche Burgenmuseum in Thüringen, MDR 2015
- Luthers Kampf gegen die Bilderstürmer, MDR 2015
- Zuckerbaum und Schlittschuhlauf - Goethe etabliert in Weimar neue Weihnachtsbräuche, MDR 2015